# Комсомольская поэма
«Комсомольская поэма» (азерб. Komsomol poeması) — поэма азербайджанского поэта Самеда Вургуна. Первое эпическое произведение автора. В основу сюжета поэмы легла борьба народа на фронтах гражданской войны за Советскую власть в Азербайджане и роль в этой борьбе комсомольской молодежи.

## Сюжет
Семеро комсомольцев направляются в отдалённое село, принадлежащее беку-землевладельцу Герай-беку, отказывающегося подчиняться новой Советской власти и ведущего яростное сопротивление. Ведётся яростная борьба, идут перестрелки. На фоне этой борьбы в поэме рисуется история трагической любви поэта-комсомольца Джалала к Хумай — дочери Герай-бека. Хумай отвечает Джалалу взаимностью, но, верная заветам своих предков, она не в силах противостоять воле отца. Обезумевший от страсти Джалал решается пойти в стан врага в надежде умолить Герая отдать ему свою дочь в жёны. Представ перед Гераем лицом к лицу и не скрывая от него, что они продолжают оставаться непримиримыми врагами, Джалал обращается к его чувству отца, которому дорого счастье дочери. Но Герай заподозрил Джалала в том, что его приход к нему — ловкая вражеская уловка. Герай-бек собственноручно убивает Джалала. Потрясенная вестью о смерти возлюбленного, умирает и Хумай.

## Создание
Над поэмой поэт работал с 1928 по 1956 год. Начав её ещё в молодые годы, Самед Вургун дописывал её уже будучи признанным народным поэтом республики. Следует отметить, что первая часть поэмы была написана в 1933 году. Но поэт не считал работу над поэмой завершенной. 

## Издания и переводы
Зимний вечер, мороз и стуже.

Семь товарищей вышли в поле, —

Над сугробами вихри кружат,

Рвётся ветер, почуяв волю…

Шли в глубокие снежные дали,

А равнина — в дыму, у края

Свечи неба, чадя, мигали,

Нас вела тропа непрямая.
При жизни поэта поэма была известна читателю только в отрывках и собранном виде не публиковалась. Уже после смерти Вургуна поэт Осман Сарывелли собрал разрозненные тексты и подготовил поэму к печати. В 1958 году «Комсомольская поэма» впервые вышла отдельной книгой на азербайджанском языке.
На русский язык полный текст поэмы был впервые опубликован в журнале «Литературный Азербайджан» в 1960 году. Первое же отдельное издание «Комсомольской поэмы» на русском языке было напечатано «Азербайджанским издательством детской и юношеской литературы» в 1961 году. Перевели с азербайджанского Аделина Адалис и Владимир Сергеев.

## Отзывы
Писатель Мир Джалал писал:
«Комсомольская поэма» Самеда Вургуна достойна особого исследования и изучения не только как наиболее крупное произведение автора, повествующее о героической борьбе комсомола, но и как одна из тех ранних советских поэм, в которых черты социалистического реализма уже нашли себе полнокровное выражение…
Литературовед и критик Владимир Огнев, анализируя романтическую линию поэмы, писал:
Мир справедлив и естествен только тогда, когда он покоится на деятельной любви. Зло, насилие разрушают человека, идею человечности изнутри. Финал поэмы это подтверждает недвусмысленно.

## Экранизация
В 1970 году по мотивам «Комсомольской поэмы» режиссёр Тофик Тагизаде снял фильм «Семеро сыновей моих».